# Bučkovići na Bezujanci
Bučkovići na Bezujanci (cyr. Бучковићи на Безујанци) – wieś w Bośni i Hercegowinie, w Republice Serbskiej, w gminie Čajniče. W 2013 roku liczyła 194 mieszkańców.